# Северный Мый

Северный Мый — река в России, протекает в Гайнским районе Пермского края. Устье реки находится в 109 км по левому берегу реки Весляны. Длина реки составляет 14 км.

## Гидрография
Берёт начало в 2,2 км к западу от истока реки Гарёвка. Течёт преимущественно в западном и юго-западном направлениях. Впадает в реку Весляна примерно в 4 км к юго-востоку от посёлка Усть-Чёрная (центр Усть-Черновского сельского поселения), примерно в 700 м ниже устья реки Большой Мый.

## Данные водного реестра
По данным государственного водного реестра России относится к Камскому бассейновому округу, водохозяйственный участок реки — Кама от истока до водомерного поста у села Бондюг, речной подбассейн реки — бассейны притоков Камы до впадения Белой. Речной бассейн реки — Кама.
По данным геоинформационной системы водохозяйственного районирования территории РФ, подготовленной Федеральным агентством водных ресурсов:
- Код водного объекта в государственном водном реестре — 10010100112111100001754
- Код по гидрологической изученности (ГИ) — 111100175
- Код бассейна — 10.01.01.001
- Номер тома по ГИ — 11
- Выпуск по ГИ — 1